# واکنش هورنر–وادزورث–امونز
واکنش هورنر–وادزورث–امونز (به انگلیسی: Horner–Wadsworth–Emmons reaction) یا به صورت مخفف (HWE) یک واکنش شیمیایی در شیمی آلی است که طی آن فسفونات کربانیون‌های تثبیت شده با آلدئیدها (یا کتون‌ها) به یک آلدهید تبدیل می‌شود. محصول این واکنش عمدتاً E-آلکن است.

در این تصویر پروتون‌زدایی توسط باز (B-) برای تولید فسفونات کربانیون نشان داده شده‌است.

در سال ۱۹۵۸، لئوپولد هورنر با استفاده از کربانیون‌های تثبیت شده با فسفونات، شکل اصلاح شده واکنش ویتیگ را منتشر کرد. بعدها ویلیام اس. وادزورث و ویلیام دی. امونز واکنش را به شکل دقیق‌تری توصیف کردند.